# Elousa famelica
Elousa famelica är en fjärilsart som beskrevs av Walker 1858. Elousa famelica ingår i släktet Elousa och familjen nattflyn. Inga underarter finns listade i Catalogue of Life.